# کالی خوری
کالی خوری (انگلیسی: Callie Khouri، تلفظ انگلیسی آمریکایی: کوری؛ زادهٔ ۲۷ نوامبر ۱۹۵۷) فیلم‌نامه‌نویس، کارگردان و تهیه‌کننده آمریکایی است.
وی برای نوشتن فیلمنامه تلما و لوییز برنده جایزه اسکار بهترین فیلم‌نامه غیراقتباسی شده‌است.
از دیگر فیلم‌های او می‌توان به پول کثیف به عنوان کارگردان که در سال ۲۰۰۸ منتشر شد و فیلم بیوگرافی بزرگداشت به عنوان نویسنده در سال ۲۰۲۱ اشاره کرد. 